# Omer Bhatti
Omer Michael Jamal Bhatti, chiamato solo Omer Bhatti  e conosciuto anche come O-Bee (Drammen, 14 giugno 1985), è un rapper e ballerino norvegese.
Principalmente conosciuto per la sua amicizia con Michael Jackson e per essere stato definito il suo figlio segreto.

## Biografia
Omer Bhatti è nato a Drammen ed è cresciuto a Holmlia, vicino a Oslo, sempre in Norvegia, è il figlio più giovane di Pia Bhatti (la madre), di origini norvegesi, e Riz Bhatti (il padre), di origini pakistane. Ha una sorella maggiore di nome Shaista.

### Carriera
Inizia la carriera artistica fin da bambino, esibendosi in vari talent show in tutto il mondo. In Italia partecipa dal 1995, dall'età di 11 anni, a diverse edizioni del programma Bravo, Bravissimo condotto da Mike Bongiorno e mandato in onda in diversi paesi del mondo. Nel 1996 viene notato da Michael Jackson, di passaggio in Europa con l'HIStory World Tour, che proprio guardando una di queste registrazioni decide di incontrarlo e farlo diventare un suo protégé. Nell'ottobre del 1996 incontra per la prima volta Jackson in Tunisia, che lo invita anche a salire sul palco. Tra il 1996 e il 1997 appare pertanto, assieme ad altri bambini, in molte tappe dell'HIStory Tour sul finale durante le canzoni Earth Song e Heal the World.
Dopo questa esperienza Bhatti si trasferirà al Neverland Ranch, in California, dove vivrà con Jackson e i suoi figli per parecchi anni al punto che i media inizieranno a speculare che si tratti di un suo figlio segreto, tesi che viene alimentata anche da Joe Jackson, padre di Michael, dopo la morte di Michael Jackson nel 2009 quando Bhatti appare seduto accanto ai figli e ai familiari dell'artista al funerale pubblico mandato in onda dalle televisioni di tutto il mondo. Bhatti negherà più volte questa tesi.
Dopo aver realizzato vari lavori indipendenti, nell'inverno 2011 ha firmato un contratto con la Universal Music e pubblicato il singolo All Around the World lanciato in 67 paesi. Nella canzone appare come guest star la cantante Genevieve Jackson, figlia del fratello minore di Michael Jackson, Randy Jackson. Lo stesso anno è stato ospite al programma televisivo Skavlan, uno dei talk show più popolari della TV norvegese. Ha pubblicato anche il singolo Life Is a Movie, canzone dedicata al suo mentore e amico scomparso nel 2009, con il suo primo video musicale ufficiale, diretto da Kavar Singh, nel mese di agosto 2011. Nel settembre 2012 è stato pubblicato un video musicale per il singolo See The Light con la cantante Shontelle. Nel 2013 si è unito alla giuria del talent show Norske Talenter versione norvegese del format Got Talent. Nei primi mesi del 2014 ha pubblicato un video di danza intitolato Cold As Ice mentre a maggio dello stesso anno ha pubblicato il singolo Love You In The Morning. Nel luglio dello stesso anno O-Bee è partito in tour in 5 città della Norvegia. Il 29 maggio 2015 ha pubblicato il singolo Let Me Know. Nel giugno 2016 realizza il singolo Automatic accompagnato da un videoclip prodotto dal primogenito di Michael Jackson, Prince Michael, che per l'occasione fonda la sua casa di produzione cinematografica, la King's Son Productions e fa anche un cameo nel video. La première del video avviene sulla pagina ufficiale di Billboard. Nel 2019 realizza il singolo Meditation sotto il nome "Omer".
Nel 2020 appare nel reality show Unfiltered trasmesso da Facebook Watch e con protagonista Paris Jackson; la ragazza ha definito Bhatti come il suo terzo fratello, mentre il cantante norvegese ha spiegato in un episodio del programma: 

## Discografia

### Singoli
- All Around the World (2011) featuring Genevieve Jackson[13]
- Life is a Movie (2011)[14]
- See the Light (2012) featuring Shontelle[15]
- Love You in the Morning (2014)[16]
- Let Me Know (2015)[17]
- Automatic (2016)[18]
- Meditation (2019)[19]

### Altre partecipazioni
- Red Nikes (2009)[20]
- Under Pressure feat. Jae-R (2010)[21]
- A Toast feat. Jae-R and Chris Tucker(2010)[22]
- Wanna Be Startin' Something (2010)[23]
- Fresh (2010)[24]
- Cold As Ice feat. Hazzo (2013)[25]
- Jump (2016)[26]

## Programmi TV
- Skavlan (2011)[7]
- Norske Talenter (2013-2014)[8]
- Unfiltered (2020)[12]